# Zentrum für Digitale Souveränität der Öffentlichen Verwaltung
Das Zentrum für Digitale Souveränität der Öffentlichen Verwaltung (ZenDiS) ist ein öffentliches Unternehmen zur Beratung der deutschen öffentlichen Verwaltung in Bund, Ländern und Kommunen in digitaler Souveränität, vor allem durch die Förderung von Open-Source-Software in öffentlichen Einrichtungen. Dazu betreibt das Zendis die kollaborative Entwicklungsplattform opencode und die Online-Office Suite openDesk.
Das Zendis liegt unter der Schirmherrschaft des Beauftragten der Bundesregierung für Informationstechnik (BfIT). Alleiniger Gesellschafter ist das Bundesministerium des Innern (BMI). Die Beteiligung der Bundesländer ist geplant, bislang (Stand Anfang 2025) aber noch nicht umgesetzt.

## Geschichte
Die Einrichtung geht auf länger geführte Diskussionen um die Digitale Souveränität und einen Beschluss des IT-Planungsrats aus dem Jahr 2021 zurück. Im Dezember 2022 wurde das Zentrum für Digitale Souveränität am BMI gegründet. Interims-Geschäftsführer wurde der Beamte Andreas Reckert-Lodde, seit Ende 2023 zusammen mit Ralf Kleindiek.
Im Jahr 2024 übernahm das ZenDiS die Trägerschaft für die Projekte openCoDE und openDesk vom BMI. Ab Oktober 2024 bildeten die Open-Source-Expertin Jutta Horstmann (Chief Technology Officer) und Alexander Pockrandt (Chief Financial Officer) die Geschäftsführung. Horstmann wurde im April 2025 überraschend vom BMI abberufen.

## openCode
openCode ist eine Softwareentwicklungsplattform für den Austausch von Open-Source-Software in der öffentlichen Verwaltung. Wesentlicher Teil des Angebots ist eine öffentliche GitLab Instanz für den Austausch von Quellcode.
openCode wird unter anderem durch das Bundesministerium des Innern und für Heimat (BMI), Gremien des IT-Planungsrats, die Föderale IT-Kooperation (FITKO), den DigitalService des Bundes, die BWI GmbH, das Robert Koch-Institut und den Freistaat Thüringen für Veröffentlichungen genutzt.
Neben dem als primärer Verwendungszweck vorgesehenen Austausch von Quellcode wird das openCode GitLab von verschiedenen öffentlichen Stellen auch für rein redaktionelle Zwecke genutzt. Beispiele sind die Veröffentlichung von technischen Konzepten und Dokumentationen sowie Kommentierung von Inhalten durch Dritte.
Die Plattform openCode wurde im Kontext der Deutschen Verwaltungscloudstrategie durch ein Projekt des Bundesministerium des Innern und für Heimat sowie der Länder Baden-Württemberg und Nordrhein-Westfalen entwickelt.

## openDesk
openDesk ist eine Groupware- bzw. Kollaborationssoftware, die verschiedene Open-Source-Komponenten bündelt, damit kann die öffentliche Verwaltung in Deutschland freier zwischen IT-Lösungen, IT-Komponenten und Anbietern wählen. openDesk positioniert sich als digital-souveräne Alternative zu Microsoft 365. openDesk umfasst folgende Komponenten:
- Nextcloud als Dateimanager
- Collabora Online als Online-Office
- Instant-Messenger Element als Matrix -Client und Synapse als Server.
- XWiki
- Open-Xchange
- OpenProject
- Jitsi Meet
- Univention Nubus für das Identitätsmanagement

openDesk ist als On-Premises- oder als SaaS-Angebot erhältlich, und läuft ausschließlich auf Kubernetes. Das ZenDIS vergibt die Weiterentwicklung von openDesk als Rahmenvertrag an Dienstleister. openDesk als Cloud-Angebot ist seit Ende September 2024 für öffentliche Einrichtungen verfügbar und genießt mittlerweile breite Anerkennung auch über Deutschland hinaus.
Nutzer sind unter anderem die BWI GmbH für die Bundeswehr und der ÖGD.

## Docs
In Kooperation mit der französischen Interministeriellen Behörde für Digitales entwickelt das ZenDiS Docs eine Anwendung für Kollaboratives Schreiben in Echtzeit.